# إسفغنون حريري
إسفغنون حريري (الاسم العلمي:Sphagnum sericeum) هو نوع من النباتات يتبع جنس الإسفغنون من الفصيلة الإسفغنونية.